# Contagem de dados
Em estatística, contagem de dados (algumas vezes dados de contagem) são dados nos quais as observações podem somente tomar valores inteiros não negativos {0, 1, 2, 3, ...}, e onde estes inteiros advem de contagem ao invés de ranking. O tratamento estatístico de contagem de dados é distinto daquele de dados binários, nos quais as observações podem somente tomar dois valores, normalmente representados por 0 e 1.